# (18315) 1981 ED37
A (18315) 1981 ED37 a Naprendszer kisbolygóövében található aszteroida. Schelte J. Bus fedezte fel 1981. március 11-én.